# لوکاس کالوینیو
لوکاس کالوینیو (انگلیسی: Lucas Calviño؛ زادهٔ ۸ نوامبر ۱۹۸۴) بازیکن فوتبال اهل آرژانتین است. علاوه بر آرژانتین ، در نیمه دوم سال ۲۰۱۲ در شیلی برای سانتیاگو مورنینگ بازی کرد